# Санта-Мария-ду-Уэсти
Санта-Мария-ду-Уэсти (порт. Santa Maria do Oeste)  —  муниципалитет в Бразилии, входит в штат Парана. Составная часть мезорегиона Юго-центральная часть штата Парана. Входит в экономико-статистический  микрорегион Питанга. Население составляет 13 734 человека на 2006 год. Занимает площадь 847,137 км². Плотность населения — 16,2 чел./км².
Праздник города — 11 июля. 

## История
Город основан в 1990 году.

## Статистика
- Валовой внутренний продукт на 2003 год составляет 68 163 430,00 реалов (данные: Бразильский институт географии и статистики).
- Валовой внутренний продукт на душу населения на 2003 год составляет 4979,07 реалов (данные: Бразильский институт географии и статистики).
- Индекс развития человеческого потенциала на 2000 год составляет 0,662 (данные: Программа развития ООН).

## Галерея

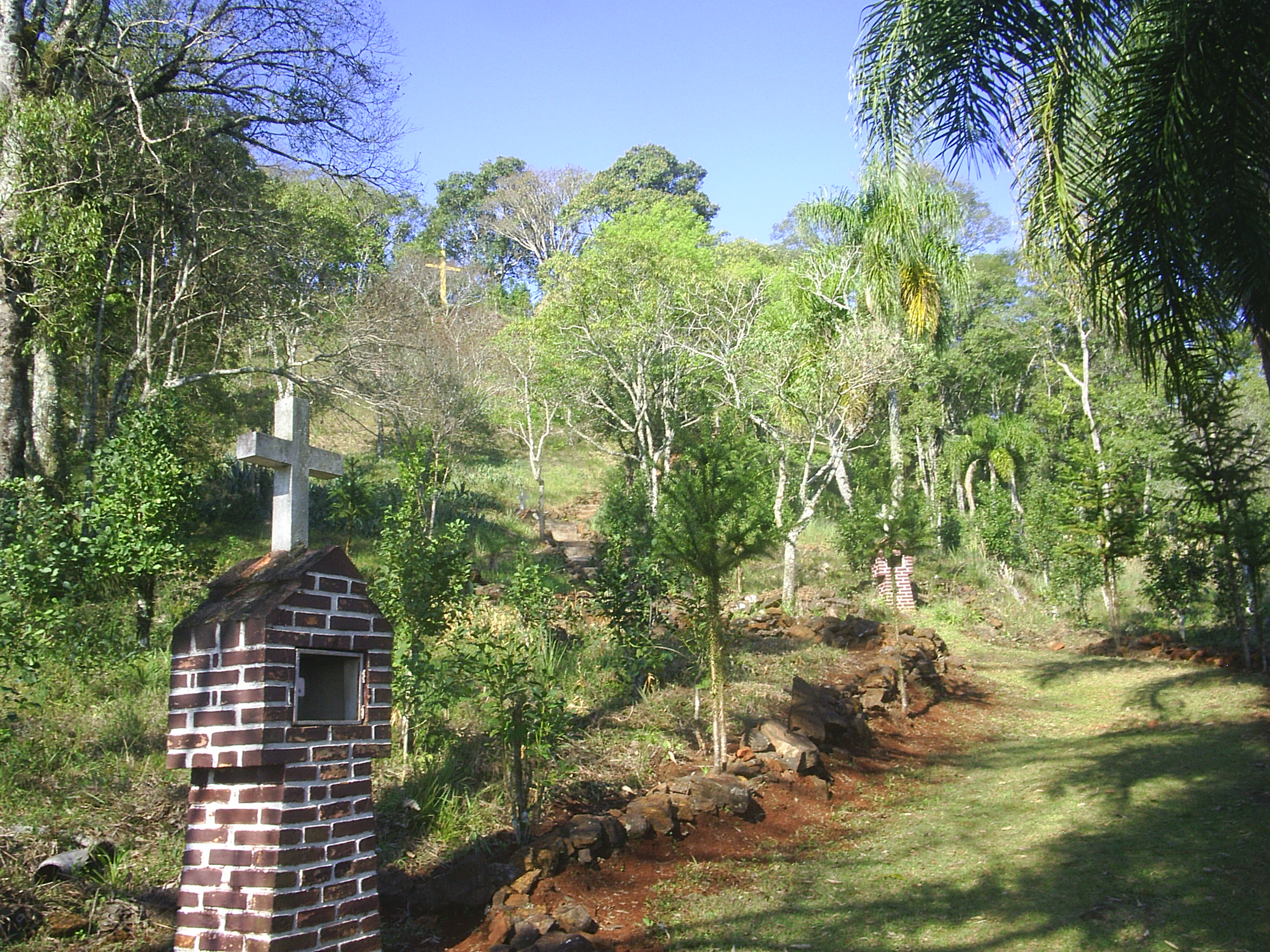
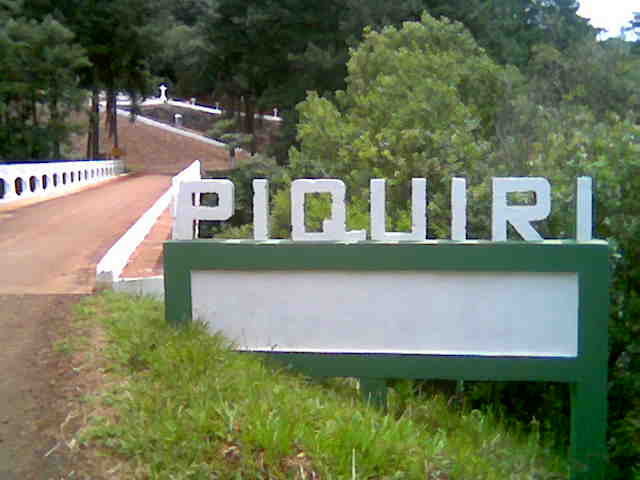
Мост
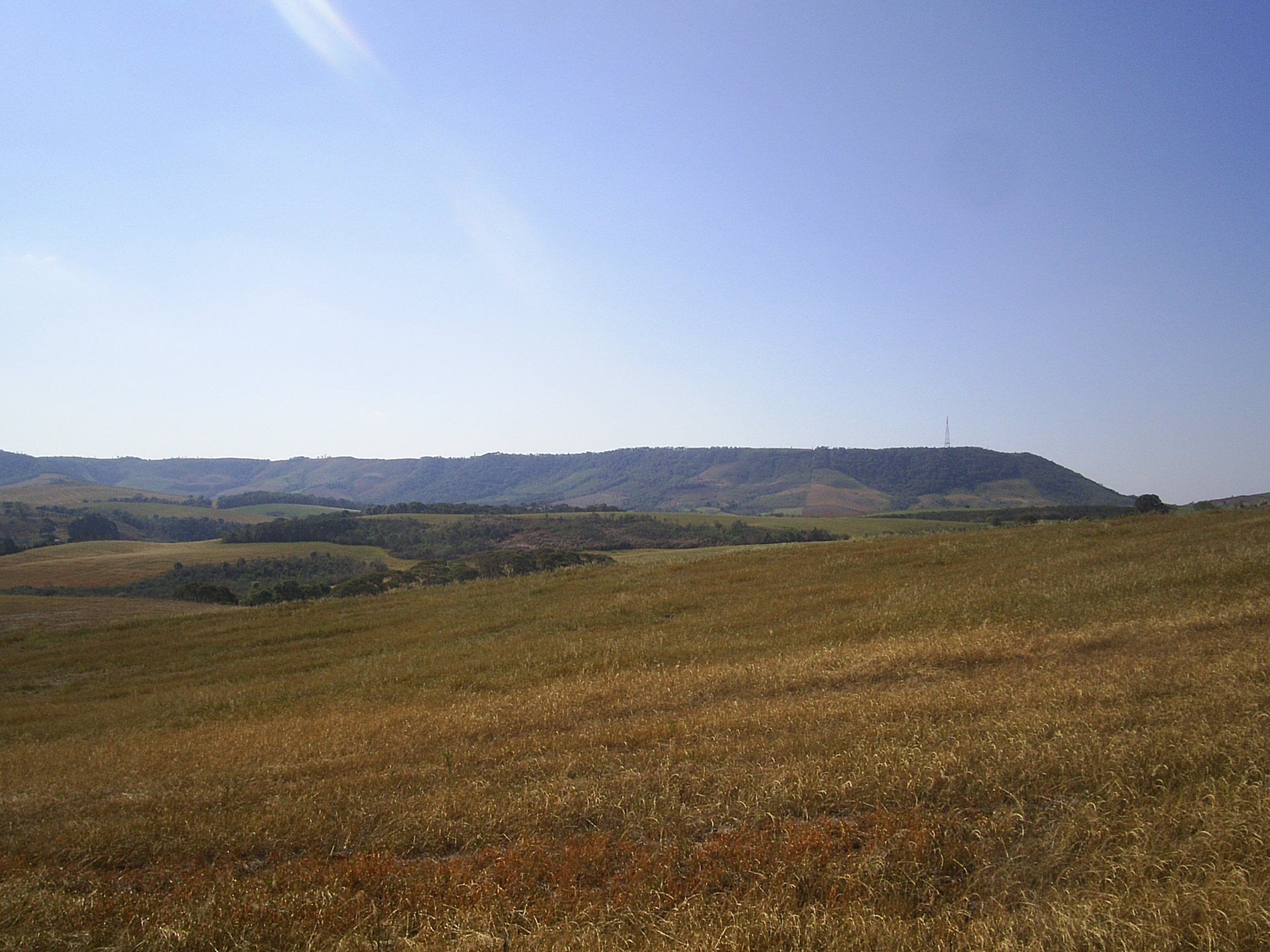